# Franz de Zeltner
Franz de Zeltner, né le 15 avril 1871 à Paris et mort le 1er mai 1930 dans cette même ville, est un archéologue, ethnologue et anthropologue français.

## Biographie
François Arthur Florian de Zeltner est le fils de Arthur Marie Joseph de Zeltner (1827-1877), consul de France, et de Anna Caroline Sanderson.
Étudiant à la faculté de droits de Paris, il est bachelier en 1892.
Il est envoyé par le ministère français de l'Instruction publique pour enquêter sur l'archéologie, l'ethnologie et le folklore du Sahel, de 1904 à 1912.
Il est connu pour avoir recueillis des contes et légendes autochtones.
Il est adjoint principal des Affaires indigènes au Haut-Sénégal et Niger en 1917 et 1918, affecté à Koulouba (1919), puis à l'Agence économique de l'Afrique Occidentale, de 1923 à 1930.
Il est également associé de l'Institut international de sociologie (Paris) sous le nom de Marquis François de Zeltner.
Il épouse Gabrielle Louise Rault.
Il est mort à son domicile parisien de la Rue Chardon-Lagache.